# 카바르다인

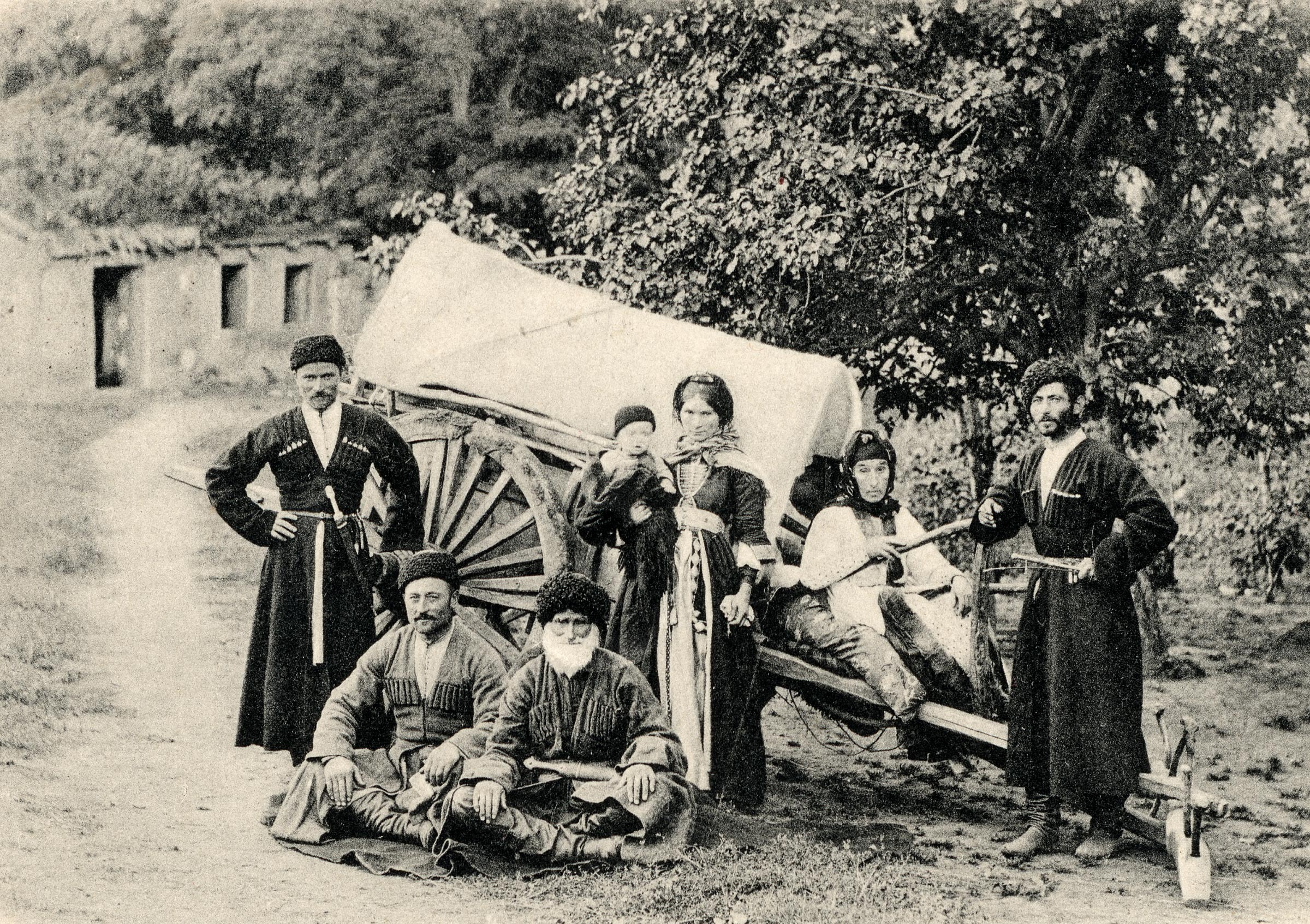
1900년대 카바르다인 가족

카바르다인(카바르다어: Къэбэрдейхэр, 아디게어: Къэбэртаехэр) 또는 카바르딘인(러시아어: Кабарди́нцы)은 북캅카스의 체르케스계 민족이다. 본래 이들의 혈통은 아디게인이다. 이들 중 일부가 동부의 테레크강 상류로 이주하여 카바르다인의 조상이 되었기에 스스로를 아디게인(Адыгэхэр)이라 칭하기도 한다. 때때로 러시아어 복수형 표현을 따라서 '카바르딘인'으로 표기하기도 한다.
오늘날 이들은 52만 명 정도가 러시아에 거주하고 있으며, 그 중에서도 50만 명 정도가 카바르디노발카르 공화국에 거주하고 있고 스타브로폴 지방과 북오세티야 공화국, 모스크바, 카라차예보체르케스카야 공화국에도 소수가 거주한다.

## 같이 보기
- 체르케스인